# Quedius truncicola
Quedius truncicola es una especie de escarabajo del género Quedius, familia Staphylinidae. Fue descrita científicamente por Fairmaire & Laboulbène en 1856.
Habita en Francia, Reino Unido, Suecia, Alemania, Austria, Italia, Países Bajos, Bélgica, Dinamarca, Hungría, Luxemburgo, Noruega y Rusia.